# Motu One (Islas de la Sociedad)
Motu One, conocido también como Bellingshausen, es el atolón más septentrional del grupo de islas de Sotavento de las islas de la Sociedad, en la Polinesia Francesa. Administrativamente depende directamente del gobierno territorial. Está situado a 380 km al noroeste de Tahití.
El atolón consiste en cuatro 'motus' (islote en tahitiano) y una laguna sin ningún paso navegable. Es un lugar importante para la reproducción de las tortugas verdes que acuden a anidar en el otoño. La superficie total es de 2,8 km² y no tiene una población permanente.
Motu One fue descubierto por el ruso Otto von Kotzebue en 1824, que le puso el nombre de su amigo, el explorador Fabian von Bellingshausen. El nombre motu one significa «islote de arena» y es un nombre común utilizado en otros lugares. Otros nombres históricos son: Papa Iti y Temiromiro. No hay evidencias de que fuese poblado hasta hace poco tiempo. En la década de los 1950, fue ocupado por trabajadores de copra, pero abandonado en la década siguiente.